# Obrium consulare
Obrium consulare är en skalbaggsart som beskrevs av Holzschuh 2008. Obrium consulare ingår i släktet Obrium och familjen långhorningar.
Artens utbredningsområde är Laos. Inga underarter finns listade i Catalogue of Life.